# Ingen kender natten
Ingen kender natten er en roman skrevet af H.C. Branner i 1955. Bogen, der betegnes som en psykologisk roman, skildrer København under besættelsen.